# Simpson et Delila
Simpson et Delila (en France) ou Simpson et Dalilah (au Québec) est le 2e épisode de la saison 2 de la série télévisée d'animation Les Simpson.

## Synopsis
Pendant un programme télévisé, Homer voit une publicité qui vante les mérites de Dimoxinil, un produit miracle qui permet de faire pousser les cheveux. Il court voir un médecin afin qu'il lui prescrive le traitement mais ce dernier coûte 1 000 $. En discutant avec Lenny et Carl, il apprend que son traitement peut être pris en charge par son assurance maladie. Il s'empresse donc de retourner voir le médecin à la clinique du cheveu pour obtenir le produit miracle. Lorsqu'il se réveille, le lendemain, il constate que le produit a agi comme il l'espérait. M. Burns, impressionné par son sublime brushing, le repère et lui propose de passer cadre. Il recrute alors Karl, son assistant, qui va entre autres, l'aider à éviter les pièges que l'on va lui tendre par jalousie. Et lorsque Smithers découvre qu'Homer a utilisé l'argent de son assurance maladie pour payer le Dimoxinil, Karl se sacrifie en racontant à Smithers que c'est lui qui a escroqué l'argent afin qu'Homer ne soit pas licencié. Hélas, dans le même temps, Bart provoque une catastrophe en jouant avec le Dimoxinil, ce qui fait reperdre ses cheveux à Homer qui redevient chauve. Son discours à la centrale, malgré le soutien de Karl, est un fiasco et Burns décide de le rétrograder en le remettant à son ancien poste. Abattu, Homer est consolé le soir par Marge.